# Buriti dos Lopes
Buriti dos Lopes este un oraș în Piauí (PI), Brazilia.